# Marko A. Kovačič
Marko A. Kovačič je vsestranski umetnik fantast: kipar, videast, peformer in gledališčnik.
Rojen je bil leta 1956 v Ljubljani. Živi in dela v Ljubljani.

## Šolanje in delo
Diplomiral je na Akademiji za likovno umetnost v Ljubljani. Prav tam je leta 1988 končal tudi specialko za kiparstvo.
Marko A. Kovačič je eden prvih predstavnikov novih interdisciplinarnih (intermedijskih) umetnikov, pionirjev sodobne umetnosti v Sloveniji. Enakovredno se izraža s skulpturo, asemblažem, instalacijo, fotomontažo, performansom, videom, glasbo, filmom in gledališčem. Njegova domišljija ne pozna meja.
Je ustanovni član Gledališča Ane Monro (1981–93), skupine R IRWIN S (1983–85) in skupine Zlati kastrioti (2000–08). Pri performansih in instalacijah je sodeloval tudi z Inštitutom Egon March (Marko Košnik).
V devetdestih letih se je ukvarjal z mitologijo komunizma, ki jo je s pomočjo objektnih reliktov (bil je njihov strastni zbiralec), izpraznjenih pomena, dekonstruiral in hkrati oživljal (video No More Heroes Any More, 1991; Naprej v preteklost, 1994, Galerija ŠKUC, Ljubljana,..).
Drug fantastični svet ustvarja iz odsluženih otroških igrač in drugih najdenih predmetov, ki jih sestavlja v nove kreature in jih naseljuje v domišljijske svetove. Gledalcu velikokrat usmeri pogled skozi kukala in druga optična pomagala, ki še dodatno spremenijo opazovani svet.  Eden njegovih najobsežnejših in najkomplesnejših tovrstih projektov je Civilizacija Plastosov iz 23. stoletja. Mednarodno združenje ICAN, International Contemporary Art Network s sedežem v Amsterdamu, ga je razglasilo za Delo meseca (februar 2003).
Je tudi avtor Hrupofona, hibridne skulpture - mehanskega objekta, ki proizvaja hrup in podobe tudi s pomočjo digitalne tehnologije in ga umetnik uprizarja kot performans v živo. 

## Razstave
Od leta 1981 je bil redno prisoten na razstavah mladih jugoslovanskih umetnikov v državi in v mednarodnem prostoru. Od prve samostojne razstave v Galeriji Škuc v Ljubljani leta 1983 se je zvrstilo brez števila razstav in drugih dogodkov od domačega kraja do mest po Evropi.
Pogosto je vključen v pregledne razstave Moderne galerije v Ljubljani in njene predstavitve slovenske umetnosti po svetu. 
Redno sodeluje na festivalu Svetlobna gverila, Ljubljana.

## Nagrade
- Zlata ptica, nagrada Zveze socialistične mladine Slovenije (ZSMS), Ljubljana 1987
- Župančičeva nagrada mesta Ljubljana, 1994

## Zbirke
- Moderna galerija (Ljubljana)
- Transitland - mednarodni video arhiv
- Postaja DIVA - arhiv video umetnosti (SCCA -Ljubljana)
- Umetnostna galerija Maribor